# Томас, Эмма
Дама Эмма Томас (англ. Emma Thomas, род. 9 декабря 1971, Лондон) — британский и американский продюсер.

## Биография
Эмма Томас родилась в декабре 1971 года в Лондоне. Окончила Университетский колледж Лондона.
В начале своей карьеры, в 90-х Томас работала над сценариями и была ассистентом режиссёра Стивена Фрирза в его фильме «Фанатик».
С 1997 года замужем за англо-американским кинорежиссёром Кристофером Ноланом, у пары четверо детей. Вместе с мужем работает над фильмами, она в качестве продюсера, он в качестве сценариста и режиссёра.
В 2024 году стала дамой-командором ордена Британской империи.

## Фильмография
- 1997 — Жук-скакун — Doodlebug
- 1998 — Преследование — Following
- 2000 — Мементо — Memento
- 2005 — Бэтмен: Начало — Batman Begins
- 2006 — Престиж — The Prestige
- 2008 — Тёмный рыцарь — The Dark Knight
- 2010 — Начало — The Inception
- 2012 — Тёмный рыцарь: Возрождение легенды — The Dark Knight Rises
- 2014 — Превосходство — Transcendence
- 2014 — Интерстеллар — Interstellar
- 2017 — Дюнкерк — Dunkirk
- 2020 — Довод — Tenet
- 2023 — Оппенгеймер — Oppenheimer
- 2026 — Одиссея — The Odyssey